# Élünk és meghalunk
Élünk és meghalunk (v překladu Život a smrt) je 4. studiové album maďarské zpěvačky Zsuszy Koncz. Na albu se jako doprovod podílela skupina Illés. Poprvé vyšlo na LP v roce 1972 na značce Hungaroton pod katalogovým číslem SLPX 17452. Na CD bylo vydáno na značce Hungaroton pod katalogovým číslem HCD 37603.

## Seznam písní
1. Vándorének (Szabolcs Szörényi – János Bródy) 3:29
2. Elbújtam és már nem találsz rám (Levente Szörényi – János Bródy) 3:12
3. Szentiván (Lajos Illés – János Bródy) 3:14
4. Hull a levél (János Bródy – Attila József) 1:35
5. A telefon (Szabolcs Szörényi – János Bródy) 2:45
6. Egy év elmúlt (Levente Szörényi – János Bródy) 5:37
7. Élek, s hogy meddig (János Bródy – Magister Martinus – Lőrinc Szabó) 0:15
8. Nemsokára elmegyek (Levente Szörényi – János Bródy) 3:50
9. Egy lány sétál a domboldalon (János Bródy) 3:38
10. Kelepce (Lajos Illés – János Bródy) 2:24
11. Margarita (Lajos Illés – János Bródy) 3:20
12. Képregény (Lajos Illés – János Bródy) 2:51
13. Későre jár kedvesem (János Bródy) 2:56